# 平松まゆき
平松 まゆき（ひらまつまゆき、1976年8月17日-）は、大分県別府市出身 の元歌手、弁護士。立教大学文学部卒業、立教大学大学院日本文学科前期博士課程修了、名古屋大学法科大学院修了。血液型O型。

## 略歴
5歳頃から15歳頃までバレエを嗜んだ。中学1年生 (12歳)だった1989年に東鳩オールレーズンプリンセスコンテストに選出され、CMと、文化放送の東鳩提供の番組『アイドルストーリー 風見しんごのYaYaCLUB』などに出演 したのちに芸能活動を休止した。
中学3年生で一人で上京して、高校に通いながらレッスンは続けた。高校2年生の1993年9月に、TBSラジオ主催の第1回シンデレラドリームオーディションに合格し、10月に始まった深夜番組『シンデレラドリーム ミッドナイト☆パーティー』（以下「ミッドナイト☆パーティー」と略称）でデビューした。番組開始当初はレギュラーメンバーには加わらなかったが、11月13日にTBSホールで催された第1回の番組主催イベントで、同じ番組のパーソナリティー仲間だった坂井美唯子や松宮麻衣子らとともに歌うシンデレラに選ばれた。当時はマライア・キャリーに憧れてソウルフルなアーティスト を志していた
1994年3月に火曜日深夜2部（26:00 - 27:00・水曜日午前2:00 - 3:00）のメインパーソナリティーで、初めてレギュラーで番組を担当する。7月21日にシングル『たかが恋よされど恋ね』（日本コロムビア）で歌手デビュー。TBSテレビ系『世界ふしぎ発見！』のエンディングテーマとして使われた。10月から水曜深夜1部（24:00 - 26:00・木曜午前0:00 - 2:00）を担当し、21日にセカンドシングル『青のジェネレーション』、11月21日にファーストアルバム『Sweet Soul Transistor』をそれぞれ発売した。ミッドナイト☆パーティーシンデレラ（パーソナリティー）でアルバムを発売したのは平松だけである。1995年に企画ユニット「ICE BOX BABY」へ参加すると、メンバーに藤田エミ（藤田恵美）、小柳ゆきの姉である美裕リュウ、大本友子らがいた。『冷たくしないで』（4月）と『HUTOCCHO MAMA』（8月）の2枚シングルとアルバム『二人の夏曜日』（7月）を発売した。10月のミッドナイト☆パーティー終了後に、後継番組の『ウィークエンド・ミッドナイト☆パーティー』へ数回ゲスト出演した。12月にソロ復帰後初シングル『もっとちゃんと。』を発売し、テレビ朝日系『はなきんデータH』のエンディングテーマとして使われた。1996年は、1月から9月まで、文化放送『ミュージックステーション』（テレビ朝日系の同タイトル番組と異なる）の水曜深夜（木曜未明）担当パーソナリティーを担当し、5月にサッカーJリーグ柏レイソルのオフィシャルチアリングソング『Dive,and Go!』を発売した。歌手時代は芸能事務所のケイダッシュに所属し、学業は立教大学、同大学大学院 で学んだ。
芸能活動は充実していたものの、帰郷して同年代の友人と話して学校でのレポートやサークル活動について聞くと、自分は「20歳になったが、何も勉強できていない」と焦りが募ったことから進学を決意した。模擬試験では最初、偏差値が30だったが猛勉強で立教大学合格にこぎ付けた。
軽音楽サークルなどを含めて大学生活を送るうちに芸能界から遠ざかることになった が、2001年に歌の師匠であったCHAKAのライブにボーカルとして出演している。2004年に、佐藤江梨子主演の実写版『キューティーハニー』上映を記念してこれまでアニメで放送または上映されたキューティーハニーのテーマソングなどを集めたベストアルバム『キューティーハニー SONG COLLECTION SPECIAL』に、1995年12月に発売した「もっとちゃんと。」のカップリング曲「さよならの伝説」が収録されている。キーボーディストのYokoと「Maxima」を結成し、そこでCurly（カーリー）の名前でボーカルを務めるも、Maximaは2006年4月28日に渋谷の「PLUG」のライブを最後に活動を休止した。
2008年に樋口了一の番組など大分県のテレビ、FMラジオの番組にゲスト出演したほか、田村俊英と組んで「田村俊英feat.平松まゆき」として制作した『We Are Trinita!』が大分トリニータの2009年の応援ソングに選ばれ、3月29日に九州石油ドームで催された大分トリニータと大宮アルディージャの試合で歌唱した。
立教大学文学部を卒業して大学院日本文学科前期博士課程を修了 したのち、外資系製薬会社で働いた。30歳の頃「楽しいと思うことを選んで生きてきた」これまでの自分が「社会に役立っているのだろうか」と自問自答するようになった。冤罪が疑われている名張毒ぶどう酒事件のドキュメンタリー番組を見て「ここまで誰かのために尽くす職業があるのか」と衝撃を受け司法試験に向けて学び始めた。名古屋大学法科大学院で学び、在学時は「名張毒ぶどう酒事件・奥西勝さんを守る東京の会」に名を連ねた。大分の講演会で知ったハンセン病訴訟弁護団共同代表の弁護士徳田靖之を目標に、伊藤塾でも法律を学び、2015年に3度目の受験で司法試験に合格。司法修習を経て弁護士となる。登録番号55351 で大分県弁護士会に登録している。2017年1月に大分市で法律事務所を開業 してハンセン病元患者家族国家賠償訴訟原告弁護団の一員として活動している。歌唱活動は2020年時点も継続しており、ライブに招かれた際などに歌っている。自身を「シンガーソング・ロイヤー（法律家）」 と語る。

## 出演番組
太字はレギュラー出演

### ラジオ
- アイドルストーリー 風見しんごのYaYaCLUB（文化放送・1989年10月 - 1990年9月）
- シンデレラドリーム ミッドナイト☆パーティー（TBSラジオ・1993年10月 - 1995年10月）
  - 1993年10月 - 1994年2月　ラジオ出演はなく、定期イベントのみ出演
    - 1993年11月13日の第1回定期イベントで「歌うシンデレラ」に選ばれる

  - 1994年3月 - 9月　火曜深夜2部（26:00 - 27:00・水曜午前2:00 - 3:00）メイン担当
  - 1994年10月 - 1995年10月　水曜深夜1部（24:00 - 26:00・木曜午前0:00 - 2:00）メイン担当
  - 1994年11月 - 1995年9月　TV版!ミッドナイト☆パーティー（TBS）時々ゲスト出演
- ウィークエンド・ミッドナイト☆パーティー（1995年10月 - 1996年3月）
  - ゲスト出演6回はレギュラー担当以外で蛭田有希子と並んで最多出演（うち坂井美唯子のコーナーに録音出演1回、電話出演1回）
- 平松まゆき Sweet Soul Transistor（FM大分・1994年10月 - 1995年9月）
- ミュージックステーション（文化放送・1996年1月 - 9月）水曜深夜（木曜未明）担当
  - 1月 - 3月 "平松まゆきのシャーシーナイト"
  - 4月 - 9月 "平松まゆきの新シャーシーナイト"
- 平松まゆきのフィジカルスポーツ（JFN系列局・1996年）
- 湘南mayukey wave（FM湘南ナパサ）
- Dr.マーサーとカレイなる仲間たち（大分放送） - 2008年5月17日
- 大人のためのポップス講座（FM大分） - 2009年

### テレビ
- 日立 世界・ふしぎ発見!（TBS系・1994年）エンディングテーマのみ
- 真夜中の王国（NHK衛星第2・1995年）
- はなきんデータH（テレビ朝日系・1995年10月～12月）エンディングテーマのみ
- ハロー大分（テレビ大分） - 2009年

## 音楽

### ソロ
シングル
（メインソング／カップリング）の順、レコード会社はすべて日本コロムビア
- たかが恋よ　されど恋ね/幸福の権利（1994年7月21日）
  - たかが恋よ　されど恋ね
    - 作詞：亜伊林、作曲：西司、編曲：小西貴雄、コーラスアレンジ：西司
    - TBS系「世界ふしぎ発見!」エンディングテーマ

  - 幸福の権利
    - 作詞：亜伊林、作曲：西司、編曲：小西貴雄
- 青のGeneration／言葉はオルゴール（1994年10月21日）
  - 青のGeneration
    - 作詞：亜伊林、作曲：中西圭三、編曲：小西貴雄

  - 言葉はオルゴール
    - 作詞：湯川れい子、作曲：松本俊明、編曲：小西貴雄
- もっとちゃんと。/さよならの伝説（1995年12月1日）
  - もっとちゃんと。　　
    - 作詞：平松まゆき、作曲：西司、編曲：小西貴雄
    - テレビ朝日系「はなきんデータH」エンディングテーマ

  - さよならの伝説
    - 作詞：只野菜摘、作曲：中村雅人、編曲：小西貴雄
    - 「新キューティーハニー闇の軍団編」Stage5－8 エンディングテーマ
- Dive,and Go（1996年5月1日）　　
  - 作詞：平松まゆき、作曲：井上慎二郎、編曲：水島康貴　　
  - サッカーJリーグ・柏レイソル　オフィシャル・チアリング・ソング

アルバム
- Sweet Soul Transistor（日本コロムビア・1994年11月21日）
  - Kira Kira
    - 作詞：亜伊林、作曲：MOMOSE、編曲：小西貴雄

  - チャリンコデイコウ
    - 作詞：平松まゆき、作曲：山口美央子、編曲：小西貴雄

  - Kiss is a magic
    - 作詞：高柳恋、作曲：林哲司、編曲：小西貴雄

  - 青のGeneration
  - 花束
    - 作詞：亜伊林、作曲：中西圭三、編曲：小西貴雄

  - たかが恋よ　されど恋ね
  - 突然の電話
    - 作詞：平松まゆき、作曲：松本俊明、編曲：小西貴雄

  - 幸福の権利
  - 言葉はオルゴール
  - Paradiso（パラディソ）
    - 作詞：平松まゆき、京恵里子、作曲・編曲：小西貴雄

  - 2001年10月21日より、オンデマンドCD-R（R盤）化された

その他
- 中西圭三アルバム「graffti」（パイオニアLDC（現・ジェネオンエンタテインメント）・1995年9月21日）
  - 「新しい僕になろう」（バックコーラスの1人として）
- キューティーハニー SONG COLLECTION SPECIAL（コロムビアミュージックエンタテインメント・2004年4月21日）
  - 「さよならの伝説」が9曲目に収録

### ICE BOX BABY
シングル
（メインソング／カップリング）の順、レコード会社はすべて日本コロムビア
- 冷たくしないで／恋はアラカルト（1995年4月21日）
  - 冷たくしないで
    - 作詞・作曲：大本友子、編曲：門倉聡
    - 森永製菓「ICE BOX」CMソング

  - 恋はアラカルト
    - 作詞：大本友子、作曲：MOMOSE、編曲：佐橋佳幸
- HUTOCCHO MAMA／恋とエステと英会話（1995年8月1日）
  - HUTOCCHO MAMA（ICE BOX BABY with下町兄弟として）
    - 作詞・作曲・編曲：BANANA ICE

  - 恋とエステと英会話
    - 作詞：平松まゆき、作曲：MOMOSE、編曲：澤近泰輔

アルバム
- 二人の夏曜日（日本コロムビア・1995年7月7日）
  - We are I.B.B.
    - 作詞：Mayuki、作曲：中西圭三、編曲：澤近泰輔

  - 冷たくしないで
  - Summer Kiss
    - 作詞：作曲：Tomoko、編曲：澤近泰輔

  - 恋とエステと英会話
  - HUTOCCHO MAMA
  - 二人だけの神話
    - 作詞：Emi、作曲・編曲：小西貴雄

  - Rainy News～うちに帰ろう
    - 作詞：Mayuki、作曲：伊秩弘将、編曲：澤近泰輔

  - 恋はア・ラ・カルト
  - 8月のMerry X'mas
    - 作詞：Tomoko、作曲：中村雅人、編曲：澤近泰輔

  - 冷たいキス（Baby Version）
    - 作詞：秋元康、作曲：ICE BOX、編曲：西田正也

その他
- ICEBOX SPECIAL SOUND TRACK（avex trax・2004年7月14日）
  - 「冷たくしないで」が2曲目に収録

### "Maxima"として
アルバム
- 1st Album
  - Love Rain
  - Beautiful Girlの黄色い花
  - 80%Girl (Mama, I'm satisfied with myself)
- 2nd Album
  - intro
  - it's alright, cuz i feel alright
  - Lover Man（Where Can You Be?）
  - 月 （2006年九州腎バンクCMソング）
  - Clap
  - 体温
  - outro -おやすみ、またあした-

その他
- Oh! Trinita!（Mixed by 田村俊英） 
  - Oh! Trinita! 2007 Remixed by 田村俊英

## その他の活動

### CM
（タイアップ曲も含む）
- 東鳩製菓（現東ハト）「オールレーズン」（1989年 - 1990年）
- 森永製菓「ICE BOX」（1995年）タイアップ曲として

### 掲載雑誌
- De☆View（デ・ビュー、勁文社（現在はオリコン・エンタテインメントが発行）・1993年 - 1995年）
- ラジオ番組表（三才ブックス・1993年 - 1994年）
- ハラペーニョ（実業之日本社・1995年）